# Aloe lomatophylloides
Aloe lomatophylloides är en grästrädsväxtart som beskrevs av Isaac Bayley Balfour. Aloe lomatophylloides ingår i släktet Aloe och familjen grästrädsväxter.
Artens utbredningsområde är Rodrigues. Inga underarter finns listade i Catalogue of Life.